# Porthaninpuisto
Le parc de Porthan (finnois : Porthaninpuisto) est un parc de Turku en Finlande,.

## Présentation
Le parc est situé entre l'ancienne grande place du marché et le parc de Brahé. 
Le parc est nommé en l'honneur de Henrik Gabriel Porthan et sa superficie est de 100 m2.

## Histoire
Après le grand incendie de Turku, trois parcs ont été plantés autour de l'ancienne grande place du marché ou Nikolaintori : Porthaninpuisto, Brahenpuisto et Tuomiokirkonpuisto, qui ont été au moins partiellement achevés en 1835.
À la fin des années 1850, des dispositions ont été prises pour ériger une statue commémorative de Henrik Gabriel Porthan dans le parc. 
Le projet de statue a attiré beaucoup d'attention, car il s'agissait de la première statue publique extérieure de Finlande. 
Le dévoilement de la statue a eu lieu le 10 octobre 1864. 
Elias Lönnrot a prononcé un discours à l'occasion. 
Dans le cadre de l'érection de la statue, le restaurant Pinella a été autorisé à déménager à son emplacement actuel.
Les trois parcs proches de Suurtori ont été rénovés lors des travaux qui ont commencé en 1885. 
Des arbres et des buissons ont été plantés dans le oarc Porthaninpuisto, et les couloirs et les pelouses ont été rénovés. 
La raison des rénovations était la statue de Pietari Brahe, qui a été érigée en 1888 dans le parc Brahenpuisto de l'autre côté d'Uudenmaankatu.
Au tournant des XIXe et XXe siècles, la clôture de fer autour de la statue de Porthan et sa base en pierre ont été supprimées et les plantations de fleurs autour de la statue ont été agrandies. 
Le parc a été clôturé avec une double chaîne de fer et des buissons y ont été plantés.
De vastes fouilles archéologiques ont été menées dans Porthaninpuisto en 2010 en raison des rénovations du restaurant Pinella. 
Lors des fouilles, entre autres, on a trouvé la fondation en pierre et le sous-sol d'un bâtiment construit au XVIIe siècle.
Les restes de bâtiments en bois ont été trouvés dans les couches médiévales et une couche de champ vraisemblablement du XIIIe siècle, avec des marques de charrue montrant que la zone était auparavant utilisée pour l'agriculture.

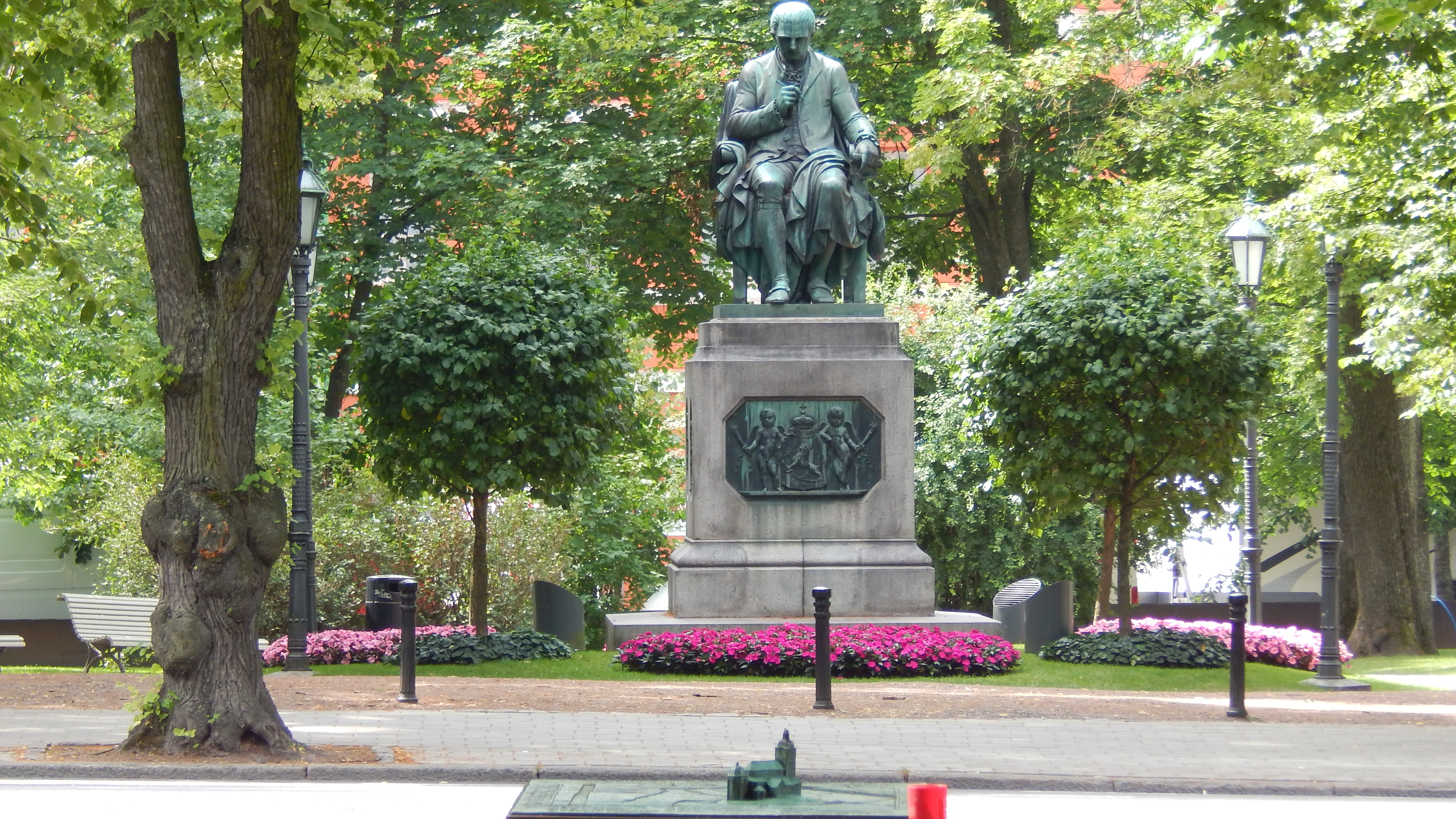
Statue de Henrik Gabriel Porthan.